# Температура на взрива
Температура на взрива – максималната температура, до която се нагряват продуктите на химичните реакции, протичащи при взрив.
Температурата на взрива зависи от състава на взривното вещество (ВВ), параметрите на заряда ВВ (размери, плътност, влажност и др.) и условията на взривяване (наличието на обвивка, способа за иницииране и др.).
Температурата на взрива за определени условия може да бъде изчислена или определена експериментално. За експерименталното определяне се използват оптически цветови методи.
Температурата на взрива при промишлените ВВ за минни работи се колебае в пределите 2700 – 4200 °C, а при предохранителните ВВ, съдържащи топлопоглъщащи добавки, в пределите на 900 – 2500 °C.